# Grosseto-Prugna
Grosseto-Prugna [ɡʁoseto pʁuɲa] est une commune française située dans la circonscription départementale de la Corse-du-Sud et le territoire de la collectivité de Corse. Elle appartient à l'ancienne piève d'Ornano.

## Géographie

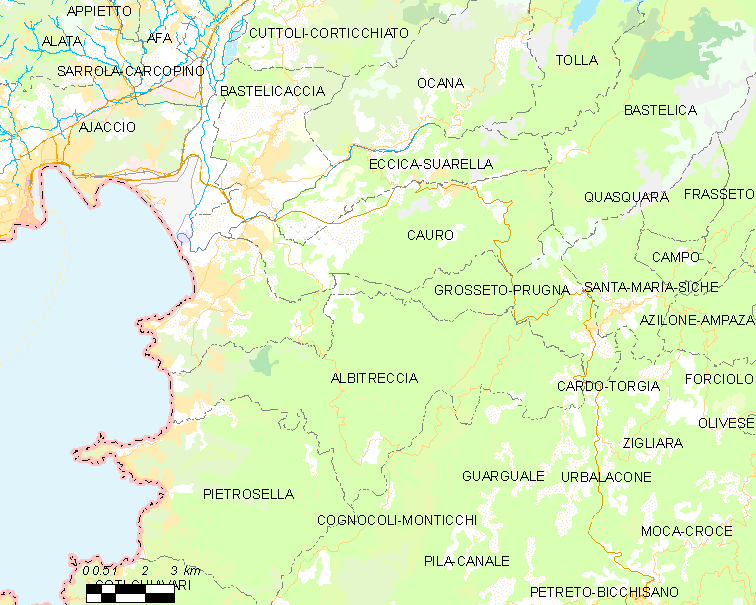
Carte de la région : Grosseto-Prugna, en Corse-du-Sud. À l'Ouest la station balnéaire de Porticcio, à l'Est les villages réunis.

Le territoire très étiré et très étendu de la commune comprend deux agglomérations distinctes :
- Le village de Grosseto et le hameau de Prugna situés à l'extrémité Est du territoire communal dans le bassin versant du Taravo ;
- La station balnéaire et le hameau de Porticcio, située en bord de mer à l'Ouest sur le golfe d'Ajaccio.
- Le territoire de la commune s'étend d'ouest en est sur près de 15 km, depuis la plage sur le golfe d'Ajaccio  jusqu'à 1 161 m d'altitude, et se termine aux limites de la commune de Santa-Maria-Siché. Au Nord les limites sont avec la commune de Cauro et au Sud avec celle de Albitreccia. (voir la carte ci-jointe)

## Urbanisme

### Typologie
Au 1er janvier 2024, Grosseto-Prugna est catégorisée commune rurale à habitat dispersé, selon la nouvelle grille communale de densité à sept niveaux définie par l'Insee en 2022.
Elle appartient à l'unité urbaine de Grosseto-Prugna, une unité urbaine monocommunale constituant une ville isolée,. Par ailleurs la commune fait partie de l'aire d'attraction d'Ajaccio, dont elle est une commune de la couronne,. Cette aire, qui regroupe 79 communes, est catégorisée dans les aires de 50 000 à moins de 200 000 habitants,.
La commune, bordée par la mer Méditerranée, est également une commune littorale au sens de la loi du 3 janvier 1986, dite loi littoral. Des dispositions spécifiques d’urbanisme s’y appliquent dès lors afin de préserver les espaces naturels, les sites, les paysages et l’équilibre écologique du littoral, tel le principe d'inconstructibilité, en dehors des espaces urbanisés, sur la bande littorale des 100 mètres, ou plus si le plan local d’urbanisme le prévoit.

### Occupation des sols
L'occupation des sols de la commune, telle qu'elle ressort de la base de données européenne d’occupation biophysique des sols Corine Land Cover (CLC), est marquée par l'importance des forêts et milieux semi-naturels (69,7 % en 2018), une proportion sensiblement équivalente à celle de 1990 (71,4 %). La répartition détaillée en 2018 est la suivante : 
forêts (59,5 %), zones agricoles hétérogènes (13,6 %), zones urbanisées (13 %), milieux à végétation arbustive et/ou herbacée (7,7 %), prairies (3,4 %), espaces ouverts, sans ou avec peu de végétation (2,5 %), zones humides intérieures (0,3 %). L'évolution de l’occupation des sols de la commune et de ses infrastructures peut être observée sur les différentes représentations cartographiques du territoire : la carte de Cassini (XVIIIe siècle), la carte d'état-major (1820-1866) et les cartes ou photos aériennes de l'IGN pour la période actuelle (1950 à aujourd'hui).

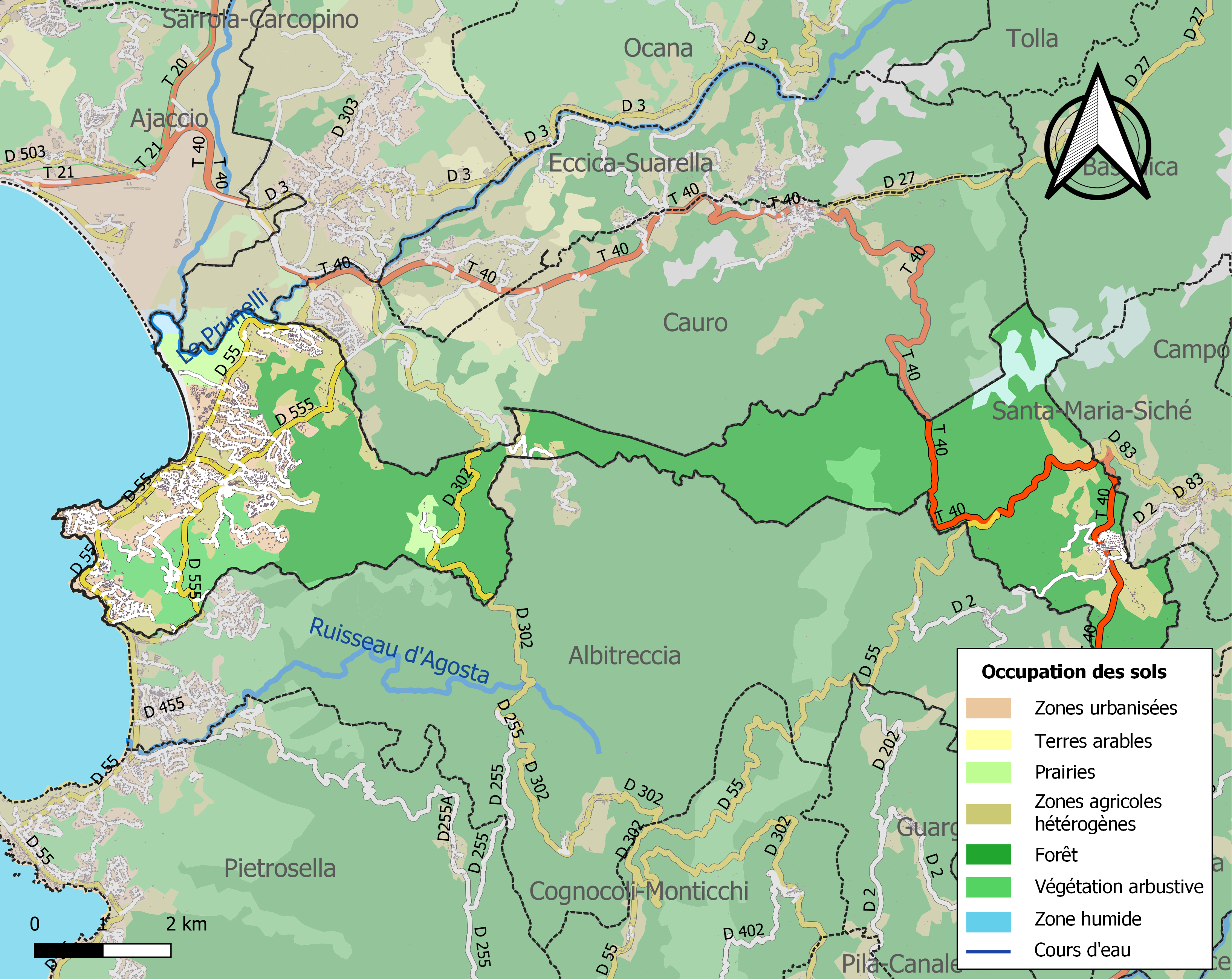
Carte des infrastructures et de l'occupation des sols de la commune en 2018 (CLC).

## Toponymie
En corse la commune se nomme U Grussetu.

## Histoire
Depuis 2015, la commune est le bureau centralisateur du canton de Taravo-Ornano.

## Politique et administration

### Administration municipale
| Période                                  | Période                   | Identité                  | Étiquette              | Qualité |
| ---------------------------------------- | ------------------------- | ------------------------- | ---------------------- | --- |
| Les données manquantes sont à compléter. |                           |                           |                        | |
| mars 1977                                | septembre 1990 (décès)    | Charles-Antoine Grossetti | UDF-PR                 | Conseiller général de Santa-Maria-Siché (1982 → 1990) 5e vice-président du conseil général (? → 1990) Réélu en 1983 et 1989 |
| novembre 1990                            | juin 1995                 | José Rossi                | UDF-PR puis DL         | Juriste, ministre (1994 → 1995) Député de la Corse-du-Sud (1re circ.) (1988 → 2002) Conseiller général d'Ajaccio-4 (1973 → 2004) Président du conseil général de la Corse-du-Sud (1985 → 1998)                                                                       |
| Les données manquantes sont à compléter. |                           |                           |                        | |
| mars 2001                                | novembre 2002 (démission) | Marie-Jeanne Bozzi        | DVD                    | Gérante de discothèque |
| novembre 2002                            | avril 2005 (démission)    | Louis Giordani            | DVD                    | Artisan |
| avril 2005                               | mai 2008 (démission)      | Marie-Jeanne Bozzi        | UMP                    | Conseillère générale de Santa-Maria-Siché (2008) |
| mai 2008                                 | mai 2025 (démission)      | Valérie Bozzi             | UMP → LR puis Horizons | Avocate Conseillère territoriale de l'Assemblée de Corse (2018 → 2025) Conseillère départementale de Taravo-Ornano (2015 → 2017) Présidente de la CC de la Pieve de l'Ornano (2014 → 2025) Réélue en 2014 et 2020 Démissionnaire suite à une condamnation judiciaire |
| mai 2025                                 | En cours (au 16 mai 2025) | Paul Bozzi                |                        | Chef d'entreprise |

## Démographie
L'évolution du nombre d'habitants est connue à travers les recensements de la population effectués dans la commune depuis 1800. Pour les communes de moins de 10 000 habitants, une enquête de recensement portant sur toute la population est réalisée tous les cinq ans, les populations de référence des années intermédiaires étant quant à elles estimées par interpolation ou extrapolation. Pour la commune, le premier recensement exhaustif entrant dans le cadre du nouveau dispositif a été réalisé en 2004.

En 2022, la commune comptait 3 331 habitants, en évolution de +11,4 % par rapport à 2016 (Corse-du-Sud : +7,61 %, France hors Mayotte : +2,11 %).
| 1800 | 1806 | 1821 | 1831 | 1836 | 1841 | 1846 | 1851 | 1856 |
| ---- | ---- | ---- | ---- | ---- | ---- | ---- | ---- | ---- |
| 382  | 360  | 379  | 384  | 436  | 441  | 514  | 492  | 522  |

| 1861 | 1866 | 1872 | 1876 | 1881 | 1886 | 1891 | 1896 | 1901 |
| ---- | ---- | ---- | ---- | ---- | ---- | ---- | ---- | ---- |
| 582  | 533  | 598  | 690  | 638  | 687  | 634  | 733  | 926  |

| 1906 | 1911 | 1921 | 1926 | 1931 | 1936 | 1946 | 1954 | 1962 |
| ---- | ---- | ---- | ---- | ---- | ---- | ---- | ---- | ---- |
| 941  | 951  | 722  | 649  | 621  | 621  | 485  | 570  | 422  |

| 1968 | 1975 | 1982  | 1990  | 1999  | 2004  | 2006  | 2009  | 2014  |
| ---- | ---- | ----- | ----- | ----- | ----- | ----- | ----- | ----- |
| 444  | 843  | 1 542 | 1 943 | 2 152 | 2 543 | 2 584 | 2 624 | 2 867 |

| 2019  | 2022  | - | - | - | - | - | - | - |
| ----- | ----- | - | - | - | - | - | - | - |
| 3 402 | 3 331 | - | - | - | - | - | - | - |

## Culture locale et patrimoine

### Lieux et monuments

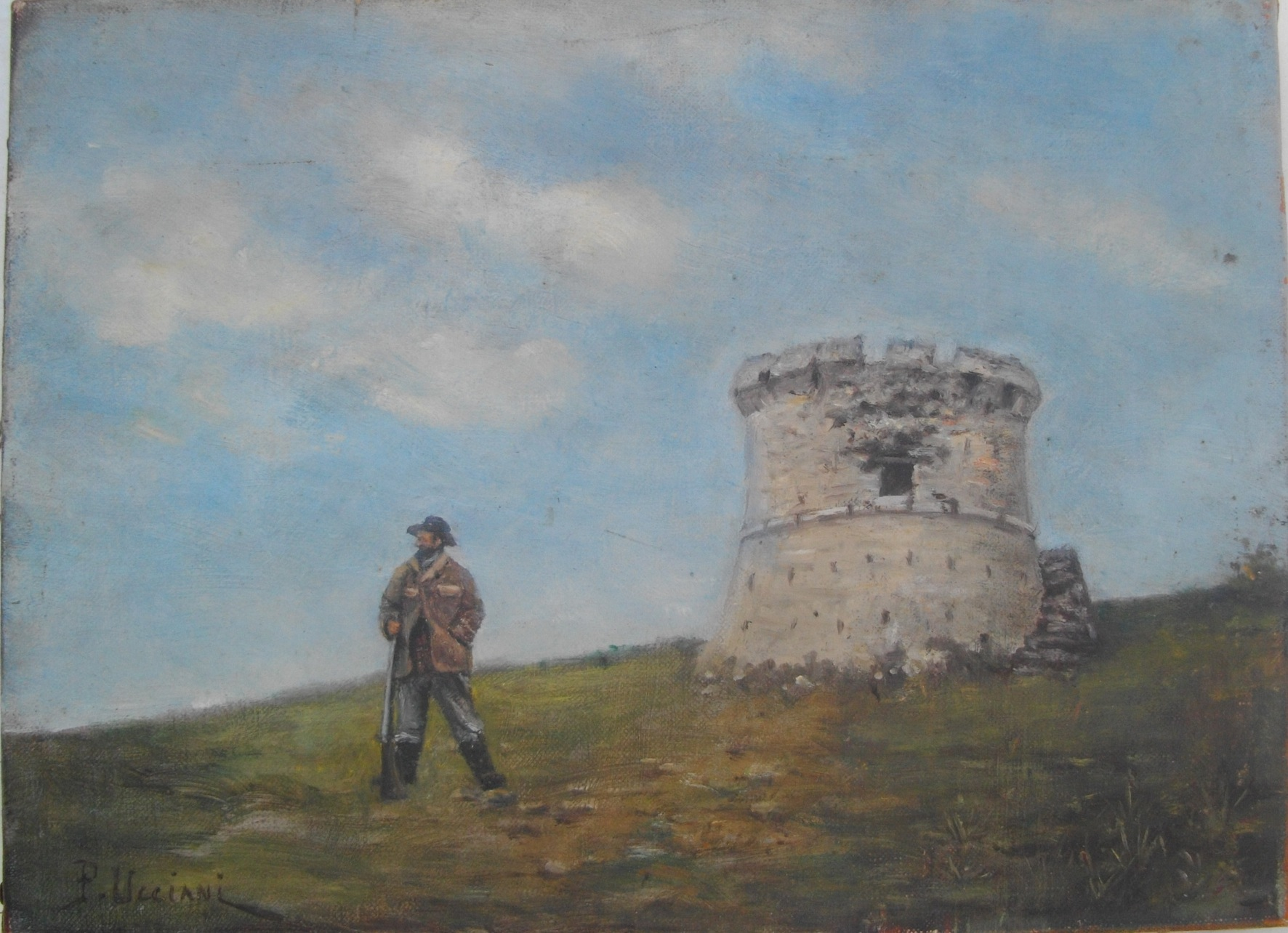
Tour génoise de Porticcio
tableau de Pierre Ucciani
(collection Ucciani)

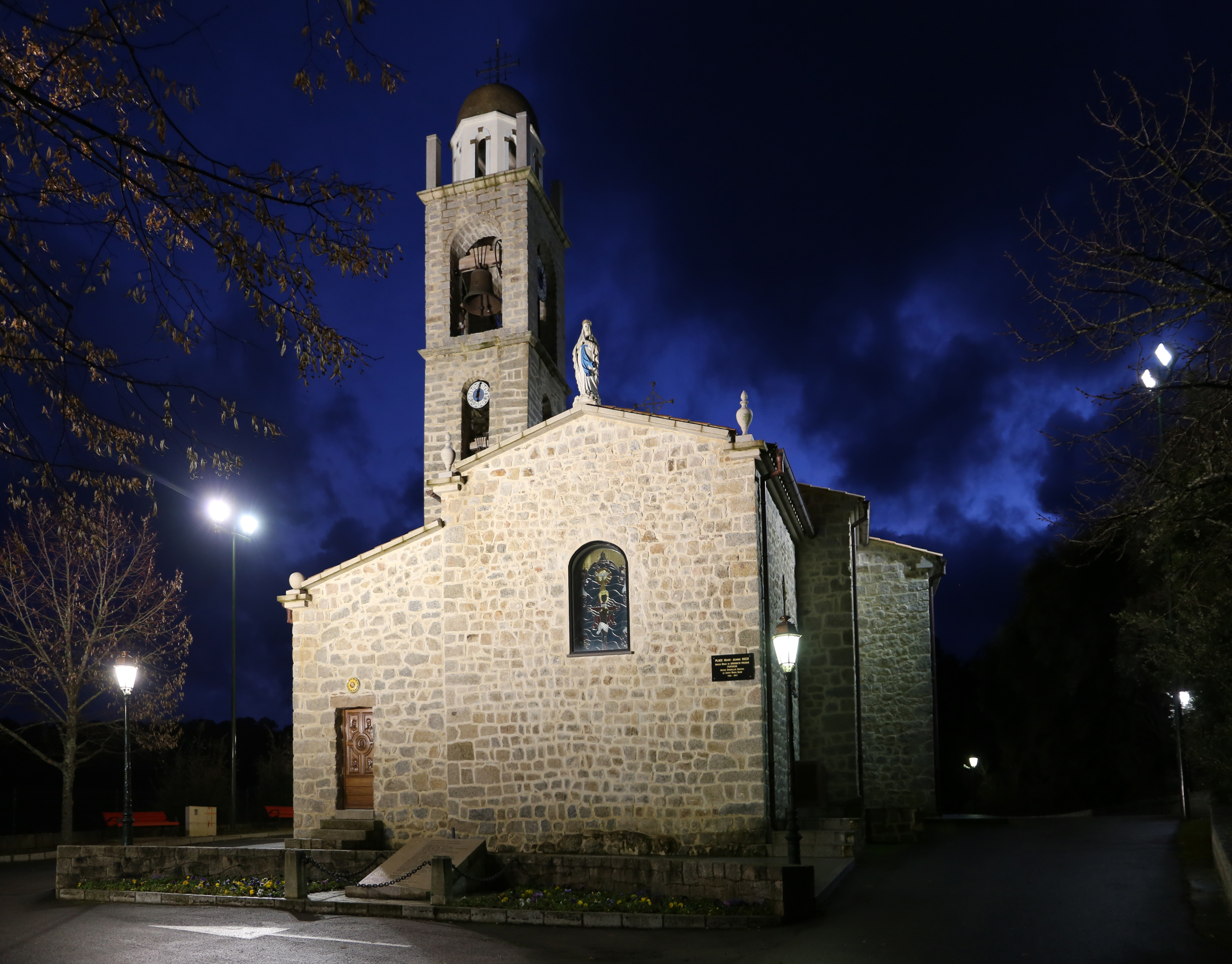
Église Saint-Césaire

- Tour de Capitello (époque génoise)
- Maison forte de Frasso XVIe siècle
- Hameau de Vignale daté du XVIe siècle avec sa maison forte.
- Monument aux morts sur la place de l'Église.
- Église Saint-Césaire. Le saint patron de la ville est Saint Césaire diacre et martyr de Terracina.
- Clocher de l'église en Mosaïque smalte de Venise Or.
- Église Saint-Jean-François-Régis de Porticcio.
- Chapelle Notre-Dame-de-Lourdes de Grosseto.
  - Dans l'église Saint-Césaire de Grosseto
- Inscrite à l'Inventaire général du patrimoine culturel[17].
- Chemin de croix du XVIIe siècle, tableaux de l’École italienne
- Vierge bois polychrome, statue du XVIIe siècle
- Autel latéral gauche de l'Annonciation en chêne, tabernacle Saint Pierre XVIIe siècle
- Vierge en marbre datée du XVe siècle, certainement statue de la Rome antique
- Statue du XVIIIe siècle de la Vierge à l'enfant, Notre Dame du Mont Carmel, feuille d'Or
- Toile représentant "La Pietà" de Pierre Farel XXIe siècle
- Christ en bois polychrome, statue du XVIIe siècle
- Tableau représentant la flagellation du Christ du XVIIe siècle
- Chemin de croix du XVIIe siècle, tableaux
  - Dans le Hameau de Prugna
- Fontaine du XVIIIe siècle, restaurée en 2008
- Maison forte, Colonna-Bozzi XVIe siècle
- Maison forte, Giacometti XVIe siècle
- Maison forte, Polverelli XVIe siècle

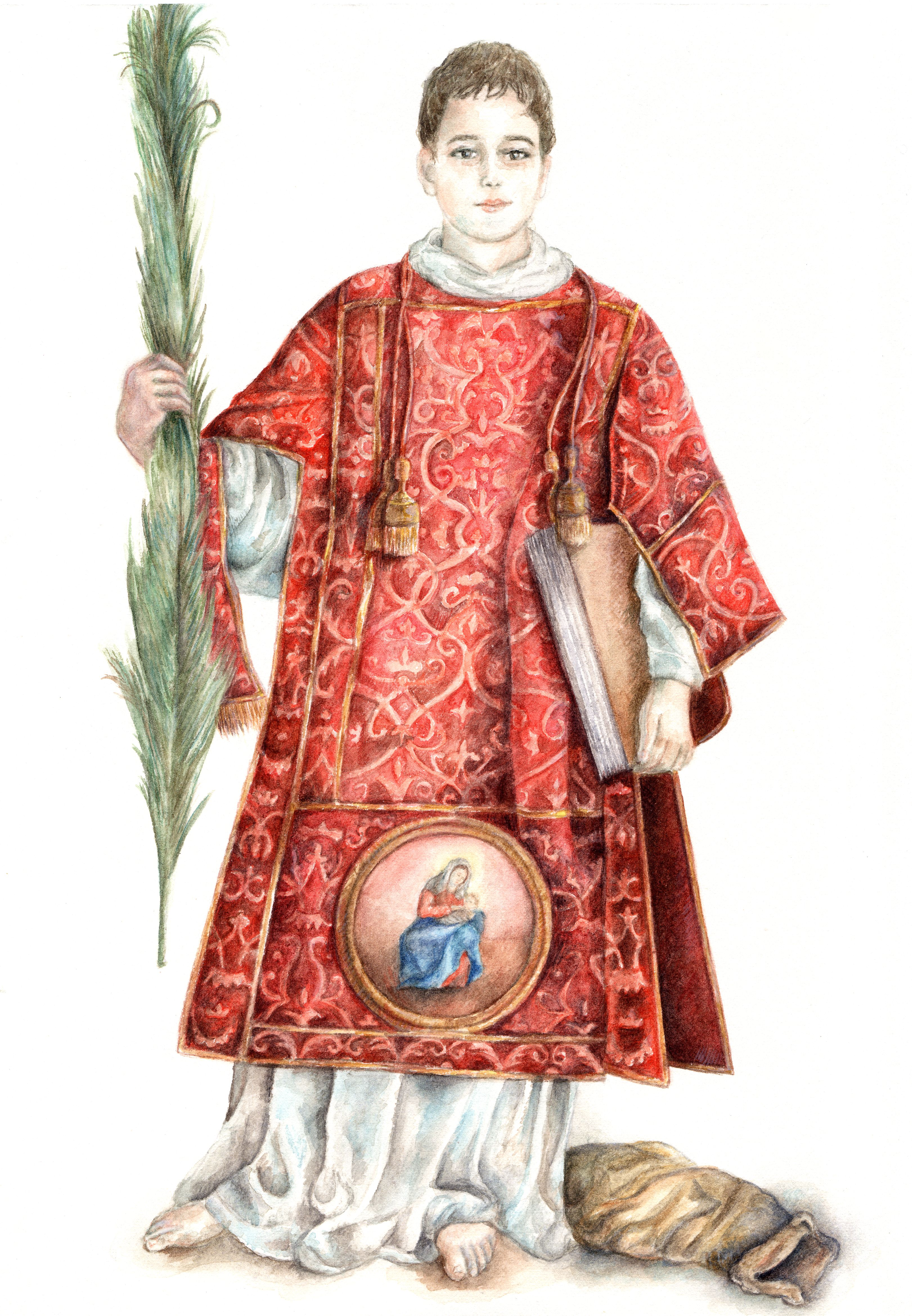
Saint Césaire en tenue de diacre et martyr de Terracina, Patron de Grosseto - Prugna.

### Personnalités liées à la commune
- Pierre Ucciani (1851-1939), peintre né à Ajaccio, séjourne à Porticcio, décède à Neuilly-sur-Seine.
- Général Paul François Grossetti (1861-1918), héros de la Première Guerre mondiale.
- Marielle Goitschel, skieuse, championne du monde du combiné à 16 ans et demi et championne olympique, résidente de la commune, est élue conseillère municipale en juin 2009 sur une liste de droite.
- José Rossi, ancien ministre, ancien président de l'Assemblée territoriale de Corse, ancien député, ancien président du Conseil général de Corse-du-Sud, ancien maire de la commune.

## Héraldique
| Blason de Grosseto-Prugna | Blason  | De gueules à la tour d'or, ouverte, ajourée et maçonnée de sable, supportée par deux lions affrontés d'or et accompagnées des inscriptions en lettres capitales du même « GROSSETO PRUGNA » en chef et « PORTICCIO » en pointe. |
| Blason de Grosseto-Prugna | Détails | Le statut officiel du blason reste à déterminer. |